# عادل فرشاد
عادل فرشاد یکی از بازیکنان فوتبال ایران است. این بازیکن در طول دوران حضورش، در تیم‌های مختلفی من‌جمله ابومسلم خراسان مشارکت داشته‌است.